# 국가의회 의사당 위의 적기

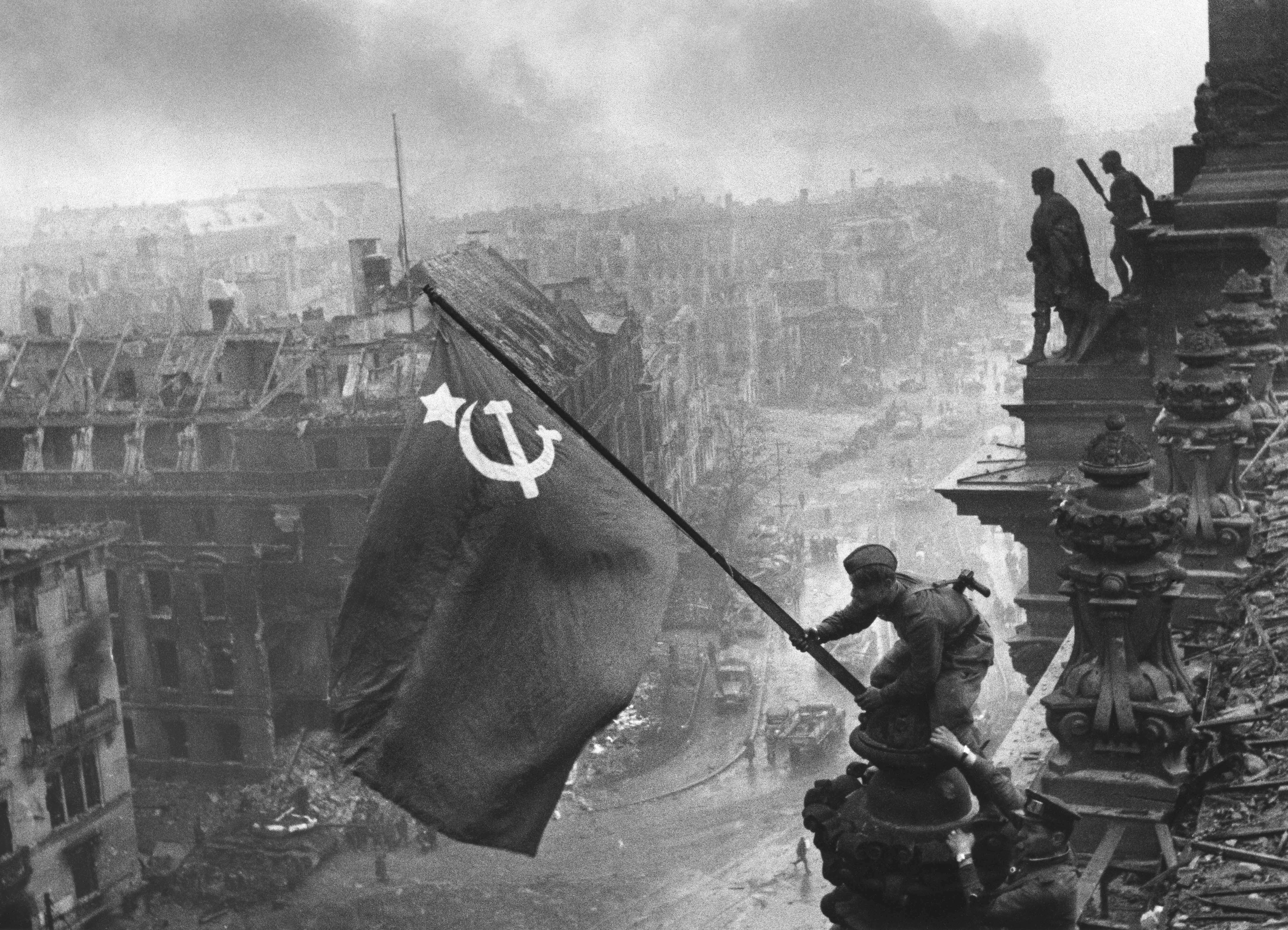
예브게니 할데이의 '국가의회 의사당 위의 적기'

국가의회 의사당 위의 적기(러시아어: Знамя Победы над Рейхстагом)는 1945년 5월 2일 베를린 전투 중에 촬영된 제2차 세계 대전 사진이다. 소련 군인이 국가의회 의사당 위에 소련의 국기를 게양하는 모습이다. 이 사진은 수천 권의 출판물에 재인쇄되었고 전 세계적으로 제2차 세계 대전의 가장 중요하고 알아볼 수 있는 이미지 중 하나로 여겨지게 되었다. 소련 언론의 비밀주의로 인해 사진 속 남자의 신원이 종종 논란이 되었고 사진 작가인 예브게니 할데이의 신원도 논란이 되었다. 이 사진은 나치 독일에 대한 소련의 승리를 상징하게 되었다.